# Android Lollipop
Android 5.0 Lollipop — версія мобільної ОС Android. Представлена публіці 25 червня 2014 року і випущена у вигляді бета-версії для деяких моделей серії Google Nexus. Офіційний реліз відбувся 3 листопада 2014 року разом з новим планшетом Nexus 9, випущеному у співпраці з компанією HTC. Вихідний код релізної версії був наданий виробникам восени 2014 року.
Найбільш очевидні зміни в Android L включають новий користувальницький інтерфейс, названий авторами Material design, удосконалення повідомлень, які тепер доступні з екрану блокування і з будь-якого застосунку вгорі екрану. Внутрішні зміни ґрунтуються на переході на віртуальну машину ART (Android Runtime), яка офіційно змінює Dalvik для підвищення продуктивності і оптимізації, спрямованої на підвищення енергоефективності системи.

## Розробка

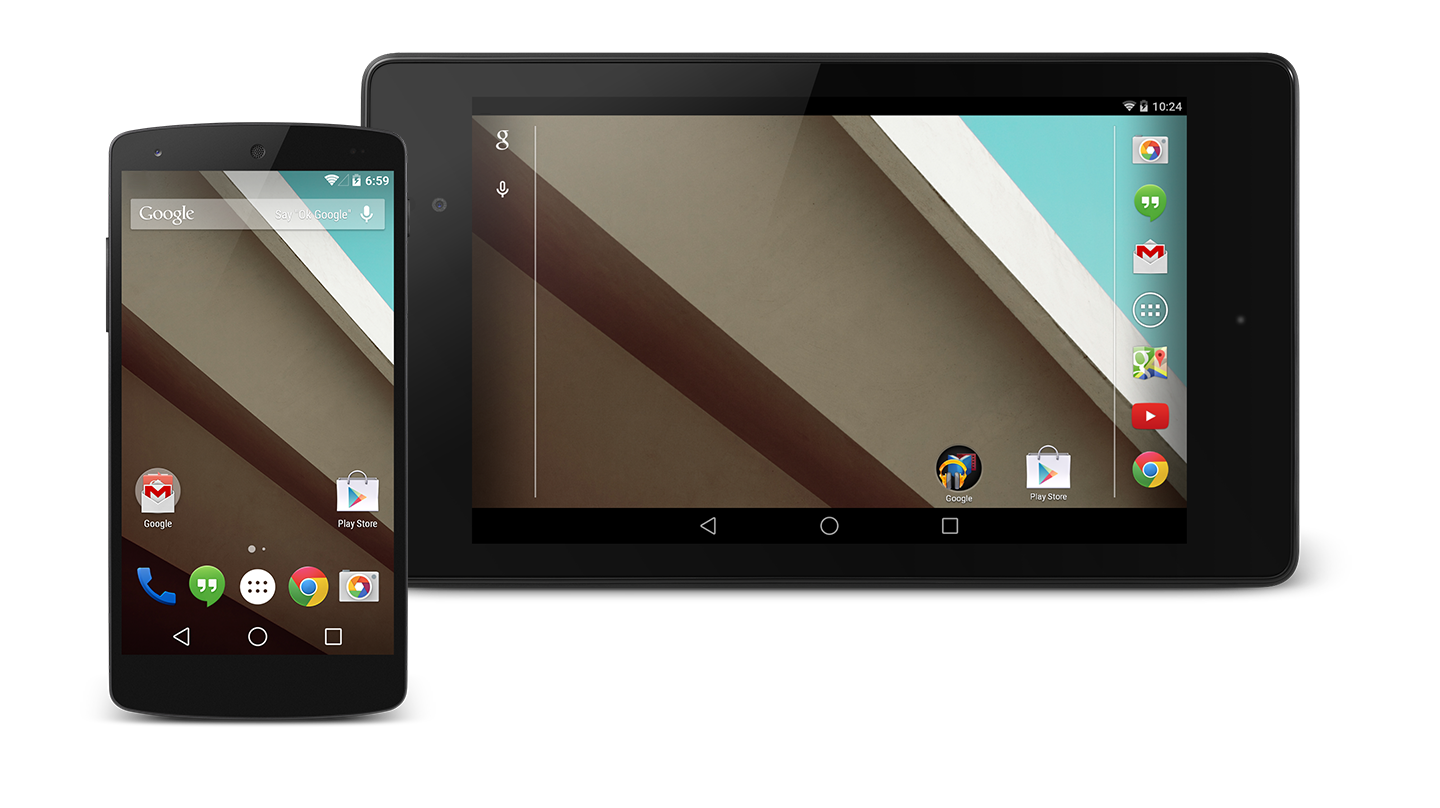
Зовнішній вигляд Android L Developer preview

Android L був вперше представлений 25 червня 2014 року на ключовому заході конференції розробників Google I/O. Нарівні з Android L, були презентовані кілька Android-орієнтованих платформ і технологій, в числі яких Android TV, бортовий комп'ютер Android Auto, платформа для переносних пристроїв Android Wear, і система стеження за здоров'ям Google Fit. Ці «форки» Android поки не мають своїх кодувань і назв версій.
Частина презентації була виділена для представлення нової крос-платформової мови дизайну, яка має назву «матеріальний дизайн». Розширюючи мотив «карток», раніше представлений в Google Now, це чистий дизайн з великим використанням симетричного блочного дизайну, чуйної анімації і переходів, ефектів об'єму та прозорості, таких як світло і тіні. Дизайнер Matías Duarte пояснив, що «на відміну від реального паперу, наші цифрові матеріали розширюються і змінюються грамотно. Матеріал має фізичні якості і краї. Шви і тіні допомагають зрозуміти, що можна помацати». Матеріальна мова дизайну буде використовуватися не тільки на Android, але і у всіх інтерфейсах Google, інтернет-сервісах і поза їх межами, а також забезпечить злагоджену роботу між додатками і платформами.

## Припинення підтримки Google Play
Google з липня 2024 року «припиняє оновлення служб Google Play для пристроїв Android Lollipop». Android 5.0 став стабільним у листопаді 2014 року, а Lollipop становив менше 1% активних пристроїв.
Представляючи першу ітерацію Material Design для Android, за нею з’явилася 5.1 Lollipop у березні 2015 року.
Коли телефони та планшети Android перестають отримувати щомісячні оновлення ОС і виправлення безпеки, вони все одно отримують нові версії служб Google Play. Ця серверна служба забезпечує низку основних функцій, як-от резервне копіювання та двофакторна автентифікація, а також інші можливості для розробників програм. 
Google припиняє оновлення сервісів Play для версії Android, коли на пристрої мало активного облікового запису, а Lollipop (рівень API 21 і 22) сьогодні становить менше 1%. Припинення підтримки дозволяє компанії зосередитися на пристроях із потужнішим апаратним забезпеченням і новішими базовими операційними системами, які підтримують сучасні функції.
Оскільки ці оновлення завершуються, пристрої Android Lollipop продовжуватимуть працювати, але «не отримають жодних нових функцій, важливих оновлень безпеки та можуть бути несумісними з деякими програмами», які покладаються на служби Google. Минулого липня служби Play припинили підтримку Android 4.4 KitKat.
Оновлення служб Google Play наразі доступні для Android 6.0 (рівень API 23) або новішої версії.

## Випуск
Версія Android L для розробників була випущена для Nexus 5 і Nexus 7 (2013, Wi-Fi) 26 червня 2014 року, як заводський .img файл для прошивки в режимі Fastboot. Фінальна версія планується до випуску восени 2014 року.
HTC оголосила про переведення на Android L своїх пристроїв HTC One і One M8 «протягом 90 днів після отримання фінального API від Google».